# Marcelo Salazar Filho
Marcelo Salazar Filho, meglio noto come Marcelinho (Recife, 27 luglio 1978), è un ex giocatore di calcio a 5 brasiliano naturalizzato portoghese.

## Carriera

### Club
Schierato nel ruolo di ultimo, Marcelinho ha giocato nei campionati di Brasile, Belgio, Spagna e Kuwait. Le stagioni migliori le ha trascorse nell'Action 21 con cui ha vinto quattro campionati, altrettante supercoppe e una coppa nazionale. Sempre con i belgi ha raggiunto la finale della Coppa UEFA 2001-02 e della Coppa UEFA 2002-03, perse entrambe contro il Playas de Castellón.

### Nazionale
Marcelinho ha rappresentato il Brasile a livello giovanile mentre da adulto ha optato per la nazionale portoghese; con i lusitani ha preso parte alla Coppa del Mondo 2004 e a due edizioni del campionato europeo.

## Palmarès
- Campionato belga: 4
Action21: 2001-02, 2002-03, 2003-04, 2008-09